# Sortawała
Sortawała (ros. Сортавала, fiń. Sortavala) – miasto w zachodniej Karelii, w europejskiej części Federacji Rosyjskiej. Stanowi ważny port nad Jeziorem Ładoga. Ośrodek administracyjny rejonu sortawalskiego republiki Karelii. W 2021 liczyło około 18 tys. mieszkańców.

## Historia
Sortawała istniała jako osada od X wieku. Była jednym z fińskich ośrodków handlu z Księstwem Kijowskim. W XIII powstał tu zamek. W tym czasie dostała się pod panowanie Nowogrodu. Od 1617 na mocy traktatu stołbowskiego wraz z całą Karelią trafiła w ręce szwedzkie (bezpośrednio do Wielkiego Księstwa Finlandii). W 1653 uzyskała prawa miejskie. W 1721 po pokoju w Nystad znowu wróciła do Rosji. Rosjanie zaczęli nazywać miasto Sierdobol.
Rozwój miasta nastąpił w II połowie XIX wieku. W 1918 Sortawała została przyłączona do niepodległej Finlandii. W 1940 w znacznym stopniu uległa zniszczeniu w czasie wojny zimowej (Talvisota) i na mocy traktatu pokojowego znalazła się w rękach Związku Radzieckiego. W latach 1941–1944 miasto ponownie było w rękach Finów. Po zakończeniu II wojny światowej znacznie podupadło, a większość jego mieszkańców wyjechała do Finlandii.
Rozwinięty jest tutaj przemysł środków transportu, maszynowy, drzewny, materiałów budowlanych, spożywczy i lekki. Miasto znane jest z kamieniołomów granitu eksploatowanych od XVIII wieku. Rozwija się tutaj turystyka, w tym turystyka uzdrowiskowa. W mieście zachowały się zabytki fińskiej architektury z przełomu XIX i XX wieku.